# Anders Svensson (talman)
Anders Svensson, död 1711 i Harstads socken, var en svensk bonde och riksdagsman och blev utnämnd till Bondeståndets talman vid Riksdagen 1693.

## Biografi
Anders Svensson var son till bonden Sven Andersson och Kerstin Jönsdotter på Skeby Södergård i Harstads socken. Svensson kom att arbeta som bonde i Skeby. Han var även rusthållare, nämndeman och häradsdomare i Lysings härad. Svensson var riksdagsman vid Riksdagen 1680 för Göstrings härad och Lysings härad, Riksdagen 1682 för Dals härad och Lysings härad, samt Riksdagen 1693 för Lysings härad. Han blev utnämnd till Bondeståndets talman vid Riksdagen 1693. Svensson begravdes 6 juni 1711 i Skeby, Harstads socken.

### Familj
Svensson gifte sig första gången 21 november 1669 i Harstads socken med Ingeborg Eriksdotter (död 1696) från Gottorp, Svanshals socken. De fick tillsammans Kerstin Andersdotter (född 1671) och Sven Andersson (1675–1679).
Svensson gifte sig andra gången 6 december 1699 i Harstads socken med Maria Johansdotter (död 1735). Hon hade tidigare varit gifte med bonden Nils Andersson i Lindekullen, Harstads socken. Efter Svensson död gifte Maria Johansdotter om sig 25 april 1712 med bonden Per Eriksson i Skeby, Harstads socken.